# Japurá (kommun i Brasilien, Paraná)
Japurá är en kommun i Brasilien.   Den ligger i delstaten Paraná, i den södra delen av landet, 1 000 km sydväst om huvudstaden Brasília. Antalet invånare är 8 547.
Trakten runt Japurá består till största delen av jordbruksmark. Runt Japurá är det ganska glesbefolkat, med 47 invånare per kvadratkilometer.